# Распараллеливание программ
Распараллеливание программ — процесс адаптации алгоритмов, записанных в виде программ, для их эффективного исполнения на вычислительной системе параллельной архитектуры (в последнее время, как правило, на многопроцессорной вычислительной системе). Заключается либо в переписывании программ на специальный язык, описывающий параллелизм и понятный трансляторам целевой вычислительной системы, либо к вставке специальной разметки (например, инструкций MPI или OpenMP).
Распараллеливание может быть ручным, автоматизированным и полуавтоматизированным. Для оценки эффективности его качества применяются следующие критерии:
- Ускорение {\displaystyle S_{p}=T_{1}/T_{p}}, где {\displaystyle T_{p}} — время исполнения распараллеленной программы на {\displaystyle p} процессорах, {\displaystyle T_{1}} — время исполнения исходной программы. В идеальном случае (отсутствие накладных расходов на организацию параллелизма) равна {\displaystyle p}.
- Загруженность {\displaystyle S_{p}/p=T_{1}/pT_{p}}, показывающая долю использования процессоров. В идеальном случае равна 1, или 100 %. Эта величина зачастую гораздо более наглядно характеризует эффективность параллелизма в серии испытаний при разных {\displaystyle p}, чем {\displaystyle S_{p}}, особенно на графиках.

При распараллеливании важно учитывать не только формальный параллелизм структуры алгоритма, но и то, что обменные операции в параллельных ЭВМ происходят, как правило, значительно медленнее арифметических. С этим связано существование львиной доли накладных расходов на организацию параллелизма.